# Kishan Sami
Kishan Sami, né le 13 mars 2000 à Varadoli aux Fidji, est un footballeur international fidjien. Il évolue au poste d'arrière gauche.

## Biographie

### Carrière en club
Sami commence sa carrière au Ba FC. Avec ce club, il fait ses débuts le 25 juin 2017 en championnat contre le Rakiraki FC. Le défenseur joue l'intégralité de cette rencontre. 
En 2018, il joue les 3 matchs de la décevante campagne du Ba FC en Ligue des champions de l'OFC 2018. Le club fidjien. Versé dans le groupe A, terminera 3e avec deux défaites et une victoire, quatre buts à un, contre les Cookiens de Tupapa Maraerenga.
Le 24 juin 2018, il inscrit son premier but pour le club contre le Nadi FA. Son équipe s'incline deux buts à un. 
Le 1er février 2020, le Fidjien fait un essai à Manukau United en Nouvelle-Zélande avec son coéquipier du Ba FC et de l'équipe nationale, Malakai Rakula. Les deux joueurs signent un contrat d'un an avec le club le 10 février 2020. Ils font leurs débuts ensemble le 13 mars 2020 lors d'un match amical.
Début 2021, le footballeur effectue son retour au pays en s'engageant avec le Rewa FA. Le 7 mars 2021, il fait ses débuts en championnat contre le Suva FA (défaite 1-0). Sami joue l'intégralité du match.

### Carrière internationale
En 2018, Sami est appelé pour la première fois en équipe des Fidji par le sélectionneur Christophe Gamel. Il joue son premier match le 22 mars 2018, en amical contre les Philippines (défaite 3-2). Le défenseur commence le match sur le banc mais entre en jeu à la 69e à la place de Narendra Rao. 
En 2019, il est sélectionné pour les Jeux du Pacifique 2019. Quelques jours plus tard, il marque son premier but contre les Tuvalu (large victoire 10-1). Toutefois, cette rencontre n'est pas considérée comme officielle par la FIFA. Les Fidji remportent la médaille de bronze.